# Praetor
Praetor (på dansk også benævnt prætor), var titlen, som antikkens Rom tildelte en mand, der fungerede i en af to officielle kapaciteter: (i) hærens kommandør og (ii) en valgt romersk magistrat (embedsmand), som havde til opgave at udføre forskellige pligter. Magistrat-embedets funktioner, praetura ("praetorskab"), er beskrevet med selve adjektivet: praetoria potestas ("praetorisk magt"), praetorium imperium ("praetorisk myndighed") og praetorium ius ("praetorisk lov") – de juridiske præcedenser etableret af praetorerne. Praetorium, som et substantiv, betegnede det sted, hvorfra praetoren udøvede sin myndighed – enten hovedkvarteret for hans castra (en "militærbase"), hans domstol (tribunal) i hans jurisdiktion eller rådhuset i hans provinsguvernørskab.
Praetoren stod lige under consulen på cursus honorum og kunne fungere som stedfortræder i dette embede, når denne var i krig. Praetoren fungerede primært som den øverste juridiske embedsmand i Rom, og var som sådan retsformand i langt de fleste civile retssager. Som for andre romerske magistrater blev én praetor udnævnt for et år ad gangen. Mindstealderen for at bestride praetorskabet var 39 år under den romerske republik, men det blev senere ændret til 30 år i begyndelsen af kejsertiden.
En tidligere praetor kunne blive udpeget propraetor og, ligesom tilfældet var med prokonsuler, blev disse ofte valgt til at bestyre en af de romerske provinser.